# Чуровичский район
Чу́ровичский район — административно-территориальная единица в составе Западной и Брянской областей РСФСР, существовавшая в 1929—1932 и 1944—1956 годах. Центр — село Чуровичи.
Чуровичский район был образован в составе Клинцовского округа Западной области в 1929 году. В его состав вошли Азаричский, Большещербиничский, Вишнёвский, Гладковский, Еловский, Ивановский, Каменско-Хуторский, Кирилловский, Кривушанский, Куршановичский, Малощербиничский, Новобаричский, Новокожановский, Новоюрковичский, Петрово-Будский, Петрятинский, Ротовский, Серовский, Соловьёвский, Спиридоново-Будский, Староюрковичский, Сушановский, Фоевичский, Хороменский, Чаусовский, Чёлховский, Чуровичский, Шумиловский и Ясеновский сельсоветы.
В июле 1930 года округа в СССР были упразднены и Чуровичский район перешёл в прямое подчинение Западной области.
В 1932 году Чуровичский район был упразднён, а его территория разделена между Климовским и Новозыбковским районами.
Вторично Чуровичский район был образован 23 ноября 1944 года в составе Брянской области. По данным 1945 года в состав район входили Бровничский, Каменско-Хуторский, Кирилловский, Кожановский, Куршановичский, Новоюрковичский, Соловьёвский, Староюрковичский, Сушановский, Фоевичский, Хороменский, Чаусовский, Чёлховский и Чуровичский сельсоветы.
В 1956 году Чуровичский район вновь был упразднён.